# هرپن
هرپن (به هلندی: Herpen) یک منطقهٔ مسکونی در هلند است که در اوس (هلند) واقع شده‌است. هرپن ۲٬۵۵۲ نفر جمعیت دارد.